# 墨湖港线
墨湖港線（：／ Mukhohang seon */?）是韓國的一條鐵路线，由韓國鐵道公社營運。路線由江原道东海市的东海站至墨湖站。

## 路线资料
- 路线距离：5.9km
- 轨间距离：1435mm
- 车站数：3
- 复线区间：全线单线
- 电化区间：无
- 地上区间：全线
- 安全装置：ATS

## 历史
- 1940年8月1日 - 三陟鐵道（朝鮮日治時期的一家私鐵業者）鐵岩線（現今鐵岩站－東海站－墨湖港站）部份開業。
- 1961年5月5日 - 東海北部線東海～玉溪間開業，鐵岩線的東海站至墨湖港站間停止客運列車服務。
- 1963年5月17日 - 鐵岩線的鐵岩站至東海站路段編入嶺東線，剩下的東海站至墨湖港站路段改稱為墨湖港線。
- 1970年1月1日 - 墨湖港站～墨湖間路段通車。

## 車站列表
| 中文站名 | 韓文站名 | 英文站名 | 站間距離 （公里） | 營業距離 （公里） | 接續路線             | 所在地 | 所在地 |
| -------- | -------- | -------- | ----------------- | ----------------- | -------------------- | ------ | ------ |
| 東海     |          |          | 0.0               | 0.0               | 嶺東線 三陟線 北坪線 | 江原道 | 東海市 |
| 墨湖港   |          |          | 5.1               | 5.1               |                      | 江原道 | 東海市 |
| 墨湖     |          |          | 0.8               | 5.9               | 嶺東線               | 江原道 | 東海市 |